# Bruno Stagnaro
Bruno Stagnaro (15 de junio de 1973) es un cineasta argentino. Entre las películas que ha filmado se destaca la multipremiada Pizza, birra, faso, de 1997. Stagnaro es muy reconocido por su trabajo como escritor y director de la clásica serie de televisión Okupas, por la que fue galardonado con el premio Martín Fierro al mejor director de la televisión argentina del año 2000. También obtuvo reconocimiento por la serie “Un gallo para Esculapio” (2017), y el éxito nacional e internacional “El Eternauta” (2025).

## Biografía
Bruno Stagnaro es hijo del destacado director de cine argentino Juan Bautista Stagnaro, y hermano del también director Matías Stagnaro. 

## Carrera cinematográfica
Su debut cinematográfico se produjo en 1987, cuando con 14 años fue parte de la película Debajo del mundo, sin embargo, su debut como director y guionista se daría en Guarisove, los olvidados, idea que ganó el concurso de Historias breves del INCAA en 1994 y fue estrenada en 1995, la película trató de dos grupos de soldados están en las Islas Malvinas pero ignoran que ya había finalizado la guerra.
Su primer filme con más relevancia fue Pizza, birra, faso, un film financiado por INCAA y Palo y a la Bolsa Cine que fue estrenado en 1998, el costo del proyecto fue de tan solo 300.000 USD y este ganó los Premios Cóndor de Plata, Clarín y fue premiado en festivales como el Festival de Cine Latinoamericano de Toulouse, Gramado, Mar del Plata, entre otros.
En el año 2000 estrenó su primera miniserie, Okupas, la cual constó de 11 capítulos y fue emitida por Televisión Pública (en ese entonces Canal 7), interpretada por Rodrigo de la Serna, el proyecto televisivo logró 6.7 de rating en su última emisión. Tras el éxito los siguientes años fue retransmitida en América TV y Canal 9. En 2020 Netflix adquirió sus derechos y la publicó.
En 2017, Stagnaro, fue guionista y productor de Un gallo para Esculapio, serie que fue estrenada en Telefe y TNT en simultaneo. En el reparto se encontraron los actores argentinos Luis Brandoni, Peter Lanzani, Luis Luque, Julieta Ortega, Ariel Staltari, Eleonora Wexler, entre otros. La serie contó con dos temporadas recibiendo 27 premios y 51 nominaciones.
En 2025, Stagnaro estrenó como director una versión para televisión de la icónica historieta El Eternauta (de HGO y Solano Lopez), la cual es financiada, producida y lanzada mundialmente por Netflix.

## Filmografía

### Cine

#### Director
- Historias de Argentina en vivo, documental (2001)
- Pizza, birra, faso, largometraje (1997)
- Guarisove, los olvidados, cortometraje (1995)

#### Guionista
- Pizza, birra, faso (1998)
- Policía corrupto (1996)
- Guarisove, los olvidados, cortometraje, (1995)

#### Intérprete
- Casas de fuego (1995)
- Debajo del mundo (1987)

#### Productor
- El amateur (1999)
- Pizza, birra, faso (1998)

### Televisión

#### Director
- El Eternauta, serie de televisión (2025)[5]
- Un gallo para Esculapio, serie de televisión (2017)
- Un viaje a Malvinas, documental para televisión (2016)
- Impostores, miniserie (2009)
- Escuelas Argentinas, serie documental para televisión (2009)
- Hoy me desperté, película para televisión (2006)
- Okupas, miniserie (2000)

#### Guionista
- Un gallo para Esculapio (2017)
- Impostores (2009)
- Hoy me desperté (2006)
- Okupas (2000)

## Premios y nominaciones
| Premios Cóndor de Plata | Premios Cóndor de Plata                      | Premios Cóndor de Plata | Premios Cóndor de Plata | Premios Cóndor de Plata |
| Año                     | Categoría                                    | Trabajo Nominado        | Resultado               | Ref.                    |
| ----------------------- | -------------------------------------------- | ----------------------- | ----------------------- | ----------------------- |
| 1999                    | Mejor película                               | Pizza, birra, faso      | Ganador                 | [ 6 ] [ 7 ]             |
| 1999                    | Mejor ópera prima                            | Pizza, birra, faso      | Ganador                 | [ 6 ] [ 7 ]             |
| 1999                    | Mejor director                               | Pizza, birra, faso      | Nominado                | [ 6 ] [ 7 ]             |
| 1999                    | Mejor guion original                         | Pizza, birra, faso      | Ganador                 | [ 6 ] [ 7 ]             |
| 2018                    | Mejor audiovisual para plataformas digitales | Un gallo para Esculapio | Ganador                 | [ 8 ]                   |

| Premios Martín Fierro | Premios Martín Fierro        | Premios Martín Fierro   | Premios Martín Fierro | Premios Martín Fierro |
| Año                   | Categoría                    | Trabajo Nominado        | Resultado             | Ref.                  |
| --------------------- | ---------------------------- | ----------------------- | --------------------- | --------------------- |
| 2001                  | Mejor unitario y/o miniserie | Okupas                  | Ganador               | [ 9 ]                 |
| 2001                  | Mejor director               | Okupas                  | Ganador               | [ 9 ]                 |
| 2018                  | Mejor unitario y/o miniserie | Un gallo para Esculapio | Ganador               | [ 10 ]                |
| 2018                  | Mejor director               | Un gallo para Esculapio | Ganador               | [ 10 ]                |
| 2018                  | Mejor autor/libretista       | Un gallo para Esculapio | Ganador               | [ 10 ]                |

| Premios Tato | Premios Tato               | Premios Tato            | Premios Tato | Premios Tato |
| Año          | Categoría                  | Trabajo Nominado        | Resultado    | Ref.         |
| ------------ | -------------------------- | ----------------------- | ------------ | ------------ |
| 2017         | Mejor ficción unitario     | Un gallo para Esculapio | Ganador      | [ 11 ]       |
| 2017         | Mejor dirección de ficción | Un gallo para Esculapio | Ganador      | [ 11 ]       |
| 2017         | Mejor guion de ficción     | Un gallo para Esculapio | Ganador      | [ 11 ]       |

| Premios Konex | Premios Konex                | Premios Konex     | Premios Konex | Premios Konex |
| Año           | Categoría                    | Trabajo Nominado  | Resultado     |               |
| ------------- | ---------------------------- | ----------------- | ------------- | ------------- |
| 2021          | Mejor director de televisión | Periodo 2011-2020 | Ganador       |               |